# アルタ県

アルタ県
Περιφερειακή ενότητα Άρτας測地系: 北緯39度15分 東経21度15分 / 北緯39.250度 東経21.250度座標: 北緯39度15分 東経21度15分 / 北緯39.250度 東経21.250度

アルタ県（アルタけん、ギリシア語: Άρτα / Arta）は、ギリシャ共和国のイピロス地方を構成する行政区（ペリフェリアキ・エノティタ）のひとつ。アンヴラキコス湾の北に位置する。県都はアルタ。

## 地理
県の北東部は山地であり、ピニオス川の谷間を抜けてテッサリア地方に通じる唯一の道路がある。西部は低地で、農業に適した平原となっている。西はプレヴェザ県、北はヨアニナ県、東はトリカラ県、南はカルディツァ県およびエトリア＝アカルナニア県にそれぞれ接している。東の県境はアヘロオス川、西の県境はルロス川となっている。人口の大部分は西部に居住している。

## 歴史
アルタ県は1880年代にテッサリア地方とともにギリシャの領土になったが、この時イピロス地方でギリシャ領となったのはアルタ県のみであった。

## 行政区画

アルタ県

### 市（ディモス）
アルタ県は、以下の自治体（ディモス）から構成される。人口は2001年国勢調査時点。
|   | 自治体名                     | 綴り                 | 政庁所在地              | 面積 Km² | 人口   |
| - | ---------------------------- | -------------------- | ----------------------- | -------- | ------ |
| 1 | アルタ                       | Άρτα                 | アルタ (el)             | 436.8    | 41,814 |
| 2 | ゲオルギオス・カライスカキス | Γεώργιος Καραϊσκάκης | アノ・カレンディニ (el) | 466.7    | 9,016  |
| 3 | 中央ズメルカ                 | Κεντρικά Τζουμέρκα   | ヴルガレリ              | 515.9    | 12,069 |
| 4 | ニコラオス・スクファス       | Νικόλαος Σκουφάς     | ペタ (en)               | 225.9    | 15,235 |

### 旧自治体（ディモティキ・エノティタ）

アルタ県の旧自治体（2010年まで）

カリクラティス改革（2010年）以前の広域自治体（ノモス）としてのアルタ県は、以下の基礎自治体（ディモス、キノティタ）から構成されていた。改革後、旧自治体は新自治体（ディモス）を構成する行政区（ディモティキ・エノティタ）となっている。
下表の番号は右図と対応している。「旧自治体名」欄で※印を付したものはキノティタ、それ以外はディモス。「政庁所在地」欄で太字になっているものは、新自治体の政庁所在地となったものを示す。
|    | 旧自治体                     | 綴り                 | 政庁所在地         | 新自治体                     |
| -- | ---------------------------- | -------------------- | ------------------ | ---------------------------- |
| 1  | アルタ                       | Άρτα                 | アルタ             | アルタ                       |
| 2  | アグナンタ                   | Άγναντα              | アグナンタ         | 中央ズメルカ                 |
| 3  | アタマニア                   | Αθαμανία             | ヴルガレリ         | 中央ズメルカ                 |
| 4  | アンヴラキコス               | Αμβρακικός           | アネザ             | アルタ                       |
| 5  | アラフトス                   | Άραχθος              | ネオホリ           | ニコラオス・スクファス       |
| 6  | ヴラヘルナ                   | Βλαχέρνα             | グランメニツァ     | アルタ                       |
| 7  | ゲオルギオス・カライスカキス | Γεώργιος Καραϊσκάκης | ディアセロ         | ゲオルギオス・カライスカキス |
| 8  | イラクリア                   | Ηράκλεια             | アノ・カレンディニ | ゲオルギオス・カライスカキス |
| 9  | コンポティ                   | Κομπότι              | コンポティ         | ニコラオス・スクファス       |
| 10 | クシロヴーニ                 | Ξηροβούνι            | アンモトポス       | アルタ                       |
| 11 | ペタ                         | Πέτα                 | ペタ               | ニコラオス・スクファス       |
| 12 | テトラフィリア               | Τετραφυλία           | アストロホリ       | ゲオルギオス・カライスカキス |
| 13 | フィロテイ                   | Φιλοθέη              | ハルキアデス       | アルタ                       |
| 14 | テオドリアナ ※               | Θεοδώριανα           | テオドリアナ       | 中央ズメルカ                 |
| 15 | コンメノ ※                   | Κομμένο              | コンメノ           | ニコラオス・スクファス       |
| 16 | メリスルギ ※                 | Μελισσουργοί         | メリスルギ         | 中央ズメルカ                 |

## 交通
- 国道5号線（欧州自動車道路E55号線）
- 国道21号線
- 国道30号線

## テレビ
- アルトTV

## スポーツ
- アナゲンニシ・アルタFC